# Karinthy Frigyes

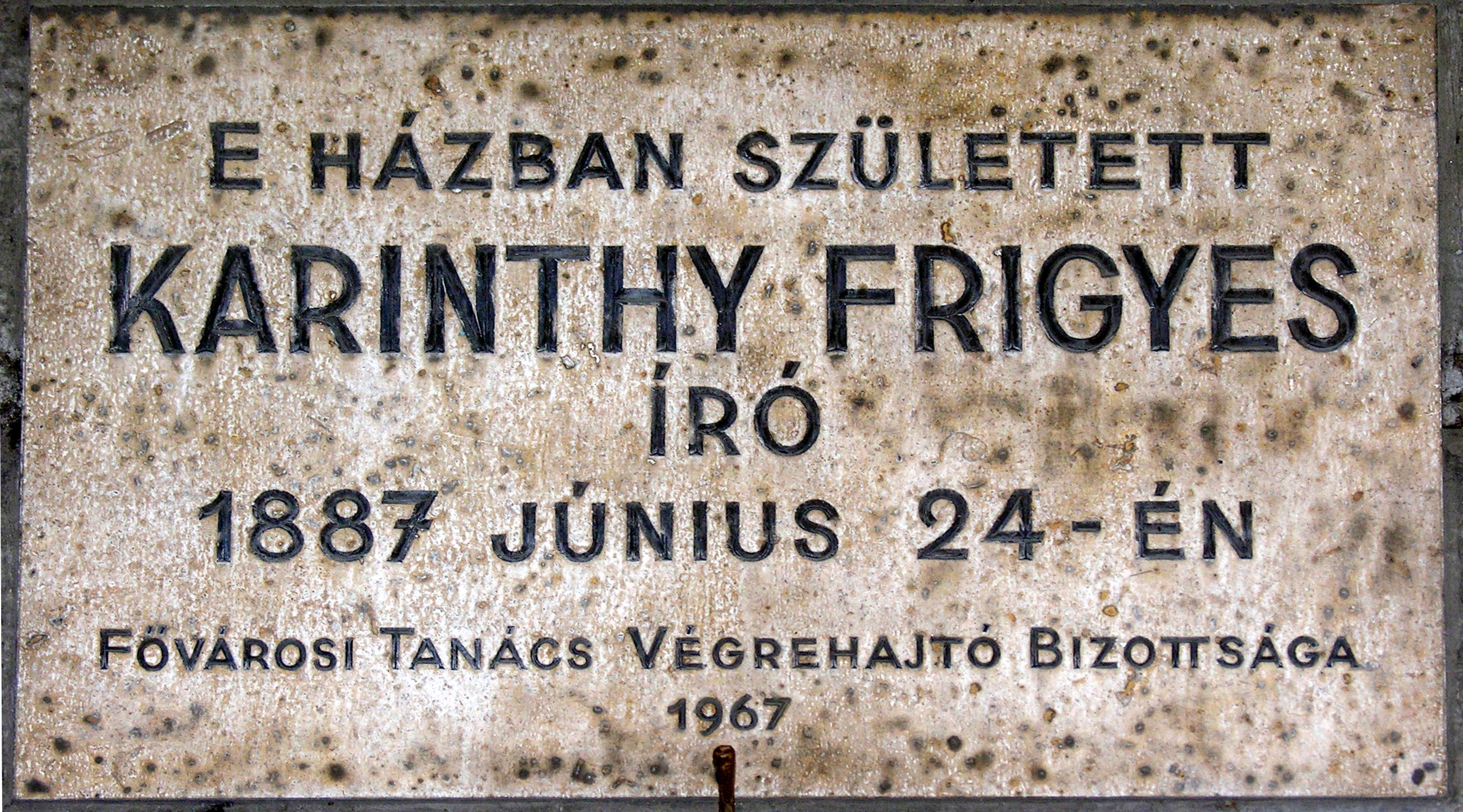
Emléktáblája szülőházán, a Damjanich utca 27. szám alatt

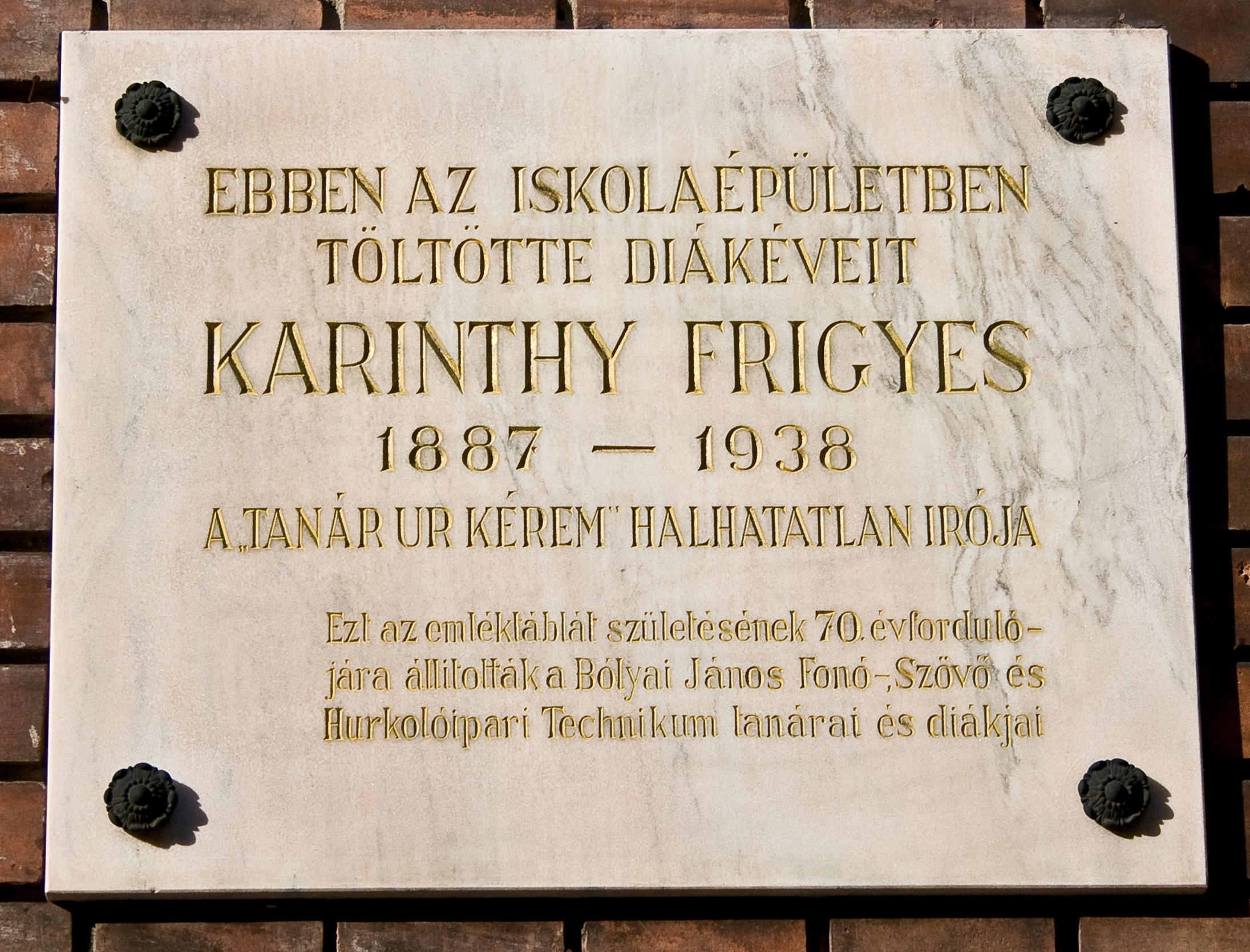
Emléktáblája egykori iskolája falán

Karinthy Frigyes (született Karinthi Frigyes Ernő) (Budapest, 1887. június 25. – Siófok, 1938. augusztus 29.) magyar író, költő, műfordító, eszperantista. Karinthi Ada festő és illusztrátor öccse, Karinthy Ferenc édesapja.

## Élete
Édesapja Karinthi József (1846–1921) művelt, zsidó származású tisztviselő, a Magyar Filozófiai Társaság alapító tagja. Családneve eredetileg Kohn volt, amit 1874-ben magyarosított Karinthira. 1886. január 3-án az evangélikus vallásra tért ki feleségével és négy leánygyermekével, Elzával (1879–1930), Adával (1880–1955), Gizivel (1882) és Emiliával (1885) együtt. Doleschall Sándor, a Deák téri evangélikus templom lelkésze keresztelte meg őket, akárcsak később született gyermekeiket, Mariskát (1886–1887), Mária Katalint (1889–1894), Frigyest (1887), Erzsébetet (1890–1930) és Józsefet (1892). Az édesanya, Engel Karolina (1850–1895) halála után az apa egyedül nevelte a hat életben maradt gyermeket.
A Markó utcai főreál gimnáziumban (eredeti épülete ma: V. Markó utca 18–20. – Xántus János Két Tanítási Nyelvű Gimnázium) végezte tanulmányait.
1898 és 1900 között kezdett írni: színműveket, kalandos történeteket, verses meséket, emellett naplót vezetett. Mintegy ezer versét, 10-15 nagyobb zsengéjét iskolai bukása miatt apja elégette. Tizenöt éves volt, amikor a Magyar Képes Világ folytatásokban közölte a Nászutazás a Föld középpontján keresztül című regényét.
Az 1905-ben tett érettségi vizsga után a matematika–fizika szakon, a bölcsészkaron és a sebészeten is hallgatott egyetemi előadásokat. Noha diplomát soha sem szerzett, egész életében élénk érdeklődéssel és feltétlen tisztelettel fordult a tudományok felé. Bajor Andor szerint „hitt az értelem erejében, sőt azt mondhatjuk: vakon hitte, hogy múló tünemény a vakság”.
1906-ban Az Újság munkatársa lett. Ebből az időből ered legendás barátsága Kosztolányi Dezsővel. A következő években sorra jelentek meg novellái, paródiái, humoros írásai a különböző budapesti lapokban, de az ismertséget az Így írtok ti című paródiakötete hozta meg számára, 1912-ben.
1914. szeptember 17-én Budapesten, Józsefvárosban vette feleségül Judik Etel színésznőt, aki 1918-ban spanyolnáthában meghalt. Gyermekük Karinthy Gábor költő.
1920-ban házasodott össze Böhm Arankával. Gyermekük Karinthy Ferenc (Cini) író.
Mesterének Jonathan Swiftet vallotta; az Utazás Faremidóba és Capillária című regényei a Gulliver ötödik és hatodik utazása alcímet viselik.
1929-es Láncszemek című novellájában megalapozza a hat lépés távolság elméletét, mely később világhírű lett, főként a vele foglalkozó tudósok és művészek által.
Karinthy 1932-től 1938-ig a Magyar Országos Eszperantó Egyesület elnöke volt.
1935-ben Baumgarten-díjjal jutalmazták.
1936. május 4-én agydaganattal műtötte meg Stockholmban Herbert Olivecrona. A betegségével kapcsolatos élményeiről és gondolatairól írta Utazás a koponyám körül című regényét.
1938. augusztus 29-én Siófokon agyvérzésben halt meg. Sírja a Fiumei úti sírkertben található.
Egyes szóalkotásai (például halandzsa) és kifejezései („magyarázom a bizonyítványomat”) a mai köznyelvet gazdagítják.
Műveinek kiadásában közreműködött titkára, a később rejtvényein, fejtörőin keresztül ismertté vált Grätzer József is.

## Munkássága

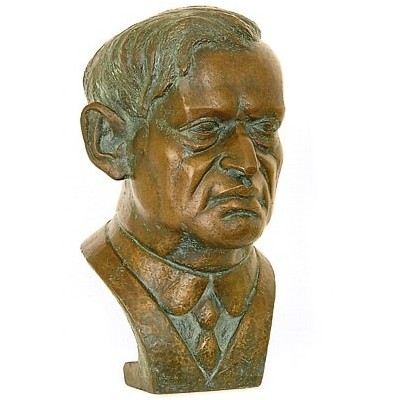
Ifj. Szlávics László: Karinthy Frigyes-portré (Budapest, Karinthy Színház)

Karinthy maga mondta, hogy minden műfajban alkotott maradandót. Az olvasóközönség többnyire irodalmi karikatúráit ismeri, az Így írtok tit, valamint a kisdiák életéből megírt képeket tartalmazó Tanár úr kéremet. De Karinthy életműve ennél jóval tartalmasabb és sokrétűbb. Fiatalkorától kezdve vonzódott a tudományokhoz, a magyarok közül elsőként ült repülőre Wittmann Viktor pilóta mellett, majd annak szerencsétlenségből bekövetkezett halála után megírta életrajzát.
Első irodalmi sikerét gyerekkorában érte el, Verne hatását mutató kisregényét, a Nászutazás a Föld középpontján keresztül című írást 15 éves korában kiadták.
A század eleji vicclapokban közölt irodalmi karikatúráival és humoreszkjeivel szerzett magának hírnevet. Ezeket a műveit később sem tagadta meg, de nem egy nyilatkozatából, írásából, kortársak által lejegyzett mondatából kiérződik a keserűség, hogy a humoros művei miatt nem veszik őt eléggé komolyan, nem törődnek filozófiai, politikai gondolataival. (Erre utal A cirkusz című novellájában is.) Főként újságokba, folyóiratokba (Nyugat, Magyar Írás stb.) írt, több mint ötezer cikket alkotott életében, ezek között akad riport, tudósítás, útinapló, filozófiai eszmefuttatás, irodalmi elemzés, tűnődés a politika állásáról és temérdek humoreszk.
Regényei nő és férfi kapcsolatát boncolgatják, leginkább a Gulliver utazásai folytatásaként írt Capillária és az Utazás Faremidóba. Legnépszerűbb regénye mégis az Utazás a koponyám körül, amelyet az agydaganata miatt bekövetkezett eseményekről írt. A regényben részletesen leírja az agyműtét közbeni gondolatait, érzéseit, emiatt a külföldi orvosok körében is ismert lett ez az írás.
Novelláiban is sokat foglalkozik a párkapcsolat és a szerelem problémáival, férfi és nő közti egyenlőtlenséggel. A történetek fő témája a szenvedés, a megalkuvás, a magát érvényesíteni próbáló hős sikertelensége. Emellett számos, ma a sci-fi műfajába sorolható történetet is írt.
Sikeres színpadi szerző volt, művei többnyire egyfelvonásos bohózatok, de írt egész estés vígjátékot (Földnélküly János, A nagy ékszerész) és komoly hangvételű darabot is (Holnap reggel). Összegyűjtött színpadi művei három kötetet töltenek meg.
Bár magát sokszor költőnek vallotta, viszonylag kevés verset írt, ezeknek kisebb része a lírai jellegű (pl. a Lecke, a Kudarc, az Ősz) – többségük szabadvers: hosszú, központozás nélküli gondolatkitörés (pl. a Számadás a tálentumról vagy a Karácsonyi elégia).
Sok ismert mű magyar fordítása kötődik a nevéhez, köztük a legnépszerűbb a két Micimackó-meseregény: a Micimackó, és folytatása, a Micimackó kuckója. Mivel Karinthy Frigyes sem angolul, sem németül nem beszélt tökéletesen, a fordítások nagy részének nyersfordítását a nyelvzseninek ismert nővére, Karinthy Emília (Mici) készítette elő az író számára. Őrá utal a Micimackó név.
A Színházi adattárban regisztrált bemutatóinak száma: 136.
Lelkes és erős amatőr sakkozó volt, a Kelenföld–Lágymányosi Sakk-kör, majd később a Hadik kávéházban működő „Szávay sakk-kör” elnöke volt. Emlékezetes „ellenelemzése” jelent meg 1934-ben, az akkor indult Budapesti Sakkújság első számában.
Legendásnak tartják ma már a néhol Kosztolányinak, néhol Babitsnak tulajdonított mondást, miszerint „Ez a marha volt köztünk az egyetlen zseni!” Babits több írásában is megerősítette véleményét, ő Karinthyt rendszeresen zseninek nevezte.

## Művei
Karinthy Frigyes műveinek bibliográfiáját, műveinek idegen nyelvű fordításait lásd még az OSZK Nyugat-honlapján.

### 1919-ig
- Utazás a Merkurba – regény, 1898–1901
- Nászutazás a Föld középpontján keresztül – regény, 1902
- Pesti mókák; Schenk, Budapest, 1911 (Mozgó könyvtár)
- Így írtok ti. Irodalmi karrikatúrák; karikatúra Dezső Alajos, Major Henrik; Athenaeum, Budapest, 1912 (Modern könyvtár)
- Esik a hó. Novellák; Nyugat, Budapest, 1912 Online
- Ballada a néma férfiakról. Novellák; Athenaeum, Budapest, 1912 (Modern könyvtár)
- Együgyű lexikon; Tevan, Békéscsaba, 1912 (Tevan-könyvtár)
- Görbe tükör; Athenaeum, Budapest, 1912 (Jeles elbeszélők kincsestára)
- Találkozás egy fiatalemberrel. Elbeszélések; Athenaeum, Budapest, 1913
- Budapesti emlék. Meséskönyv. Képeskönyv; Athenaeum, Budapest, 1913 (Modern könyvtár)
- Grimasz. Szatírák és humoreszkek; Athenaeum, Budapest, 1914 (Modern könyvtár)
- Írások írókról. Kritikák; Tevan, Békéscsaba, 1914 (Tevan-könyvtár)
- Beszéljünk másról. Újabb karcolatok; Athenaeum, Budapest, 1915 (Modern könyvtár)
- Két hajó. Novellák; Athenaeum, Budapest, 1915
- A repülő ember. A repülő ember. Wittmann Viktor emlékére. A pilóta arcképével; Athenaeum, Budapest, 1915 (Modern könyvtár)
- Aki utoljára nevet; Galantai, Budapest, 1916 (Galantai könyvtár)
- Holnap reggel. Tragikomédia; Tevan, Békéscsaba, 1916 (Tevan-könyvtár)
- Az ezerarcú lélek; Légrády Ny., Budapest, 1916
- Tanár úr kérem. Képek a középiskolából; Dick, Budapest, 1916
- Ó nyájas olvasó. Mindenféle dolog; Dick, Budapest, 1916
- Utazás Faremidóba. Gulliver ötödik útja; Athenaeum, Budapest, 1916
- Így láttátok ti. A háborús irodalom karrikatúrája; Dick, Budapest, 1917
- Legenda az ezerarcú lélekről és egyéb elbeszélések; Lampel, Budapest, 1917 (Magyar könyvtár)
- A bűvös szék. Komédia; Athenaeum, Budapest, 1918 (Modern könyvtár)
- Hogyan tesz a gránát?; Pátria Ny., Budapest, 1918 (Tábori levél)
- Írások írókról. Kritikák; Tevan, Békéscsaba, 1918
- Krisztus és Barabbás. Háború és béke; Dick, Budapest, 1918
- Gyilkosok. Novellák; Dick, Budapest, 1919

### 1920–1938

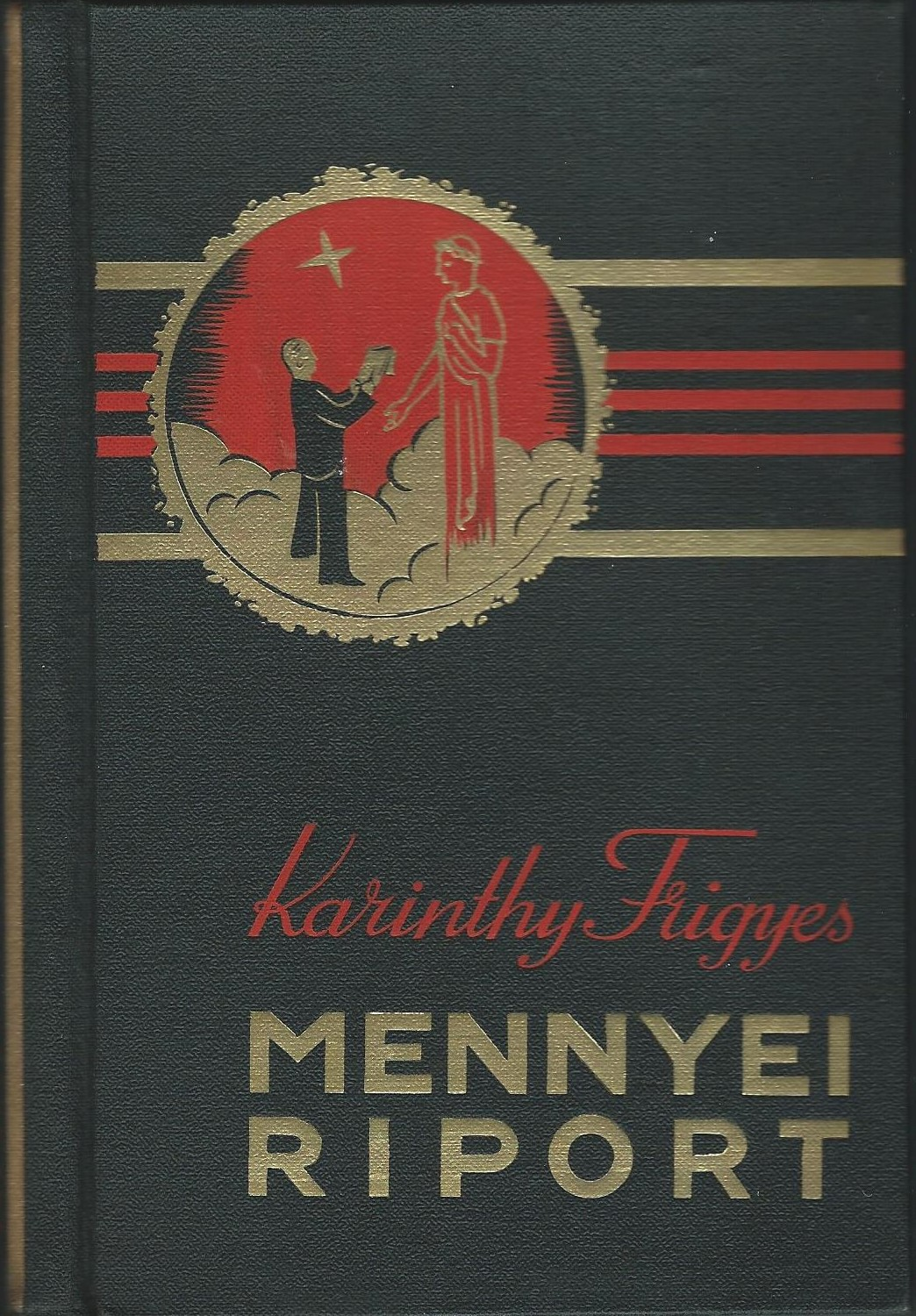
Mennyei riport c. regényének 1937-es Nova Irodalmi Intézetes kiadásának borítója

- Hogy kell bánni a férfiakkal?; Kultúra, Budapest, 192? (Tréfás könyvek)
- Kacsalábon forgó kastély. Mese-paródia a magyar humoristákról és színházakról; Kultúra, Budapest, 192? (Tréfás könyvek)
- Kolombuc tojása; Kultúra, Budapest, 1920 (Tréfás könyvek)
- Ne bántsuk egymást. Újabb tréfák; Pallas Ny., Budapest, 1921
- Hököm-színház. Kis tréfák és jelenetek; Athenaeum, Budapest, 1921 (Színházi könyvtár)
- Jelbeszéd. Válogatott novellák; Dick, Budapest, 1921
- Így írtok ti; bőv. kiad.; Athenaeum, Budapest, 1921
- Holnap reggel. Tragikomédia; Tevan, Békéscsaba, 1921 Online
- Capillária. Regény; Kultúra, Budapest, 1921 (Magyar regényírók) Online
- Visszakérem az iskolapénzt; Franklin, Budapest, 1922
- Vitéz László színháza. Új jelenetek; Új modern könyvtár, Bécs, 1922 (Új modern könyvtár)
- Két mosoly; Pegazus, s.l., 1922
- Fából vaskarika. A csokoládé-király meséi; Kultúra, Budapest, 1923
- Kötéltánc. Regény; Dick, Budapest, 1923 (A mi íróink)
- Két álom. Mozgóképjáték; Franklin, Budapest, 1923
- Nevető dekameron. Száz humoreszk; Athenaeum, Budapest, 1923
- Harun al Rasid. Kis novellák; Athenaeum, Budapest, 1924
- Egy tucat kabaré; Tolnai, Budapest, 1924 (Tolnai regénytára)
- Drámák ecetben és olajban; Tevan, Békéscsaba, 1926 (A toll mesterei)
- Panoráma; Grill, Budapest, 1926
- „Ki kérdezett…?”. Címszavak a nagy enciklopédiához; Singer-Wolfner, Budapest, 1926
- Írta … Színházi karikatúrák; Kultúra, Budapest, 1926
- Karinthy Frigyes notesze; Singer-Wolfner, Budapest, 1927
- Lepketánc. Fantasztikum; Athenaeum, Budapest, 1927
- A másik Kolumbusz és egyéb elbeszélések; Lampel, Budapest, 1927 (Magyar könyvtár)
- Heuréka; Singer-Wolfner, Budapest, 1927
- Színház; Athenaeum, Budapest, 1928 (Karinthy Frigyes munkái)
- Új görbe tükör; Athenaeum, Budapest, 1928 (Karinthy Frigyes munkái)
- Harun al Rasid; 2. bőv. kiad.; Athenaeum, Budapest, 1928 (Karinthy Frigyes munkái)
- Esik a hó. Novellák; 2. bőv. kiad.; Athenaeum, Budapest, 1928 (Karinthy Frigyes munkái)
- Krisztus vagy Barabás. Háború és béke; Dick, Budapest, 1928 (Karinthy Frigyes munkái)
- Nem tudom a nevét; Singer-Wolfner, Budapest, 1928 (Műkedvelők Színháza. Új sorozat)
- Minden másképpen van. Ötvenkét vasárnap; Athenaeum, Budapest, 1929 (Karinthy Frigyes munkái)
- Két hajó; 2. bőv. kiad.; Athenaeum, Budapest, 1929 (Karinthy Frigyes munkái)
- Nem mondhatom el senkinek. Karinthy Frigyes versei; Athenaeum, Budapest, 1930
- Vendéget látni, vendégnek lenni… Gundel Károly tanácsaival; Cserépfalvi, Budapest, 1933
- Hasműtét. Novellák; Athenaeum, Budapest, 1933
- Haditanács Anthroposban. Élettan-politikai dráma és tudománytörténelem; rajz Berény Róbert; Révai Ny., Budapest, 1933
- Még mindig így írtok ti. Karinthy Frigyes új karikatúrái; előszó Kosztolányi Dezső; Nyugat, Budapest, 1934
- 100 új humoreszk; Nyugat, Budapest, 1934
- Barabbás; Hungária Ny., Budapest, 1935 (Hungária Könyvek)
- Nevető betegek; Athenaeum, Budapest, 1936
- Mennyei riport; Nova, Budapest, 1937
- Utazás a koponyám körül; Athenaeum, Budapest, 1937
- Amiről a vászon mesél. Jegyzetek a filmről; Singer-Wolfner, Budapest, 1938 (Szép könyvek)
- Üzenet palackban; Cserépfalvi, Budapest, 1938
- Karinthy Frigyes kiadatlan naplója és levelei; bev. Babits Mihály, sajtó alá rend. Ascher Oszkár; Nyugat, Budapest, 1938

### 1939–1989
- Betegek és bolondok. Elbeszélések; Új Idők, Budapest, 1946
- Az emberke tragédiája. Madách Imrike után Istenkéről, Ádámkáról és Luci Ferkóról. A versikéket írta Karinthy Fricike; a csonkán fennmaradt kézirat kieg. Karinthy Ferenc; Új Idők, Budapest, 1946
- Így írtok ti. A „Még mindig így írtok ti” és egyéb irodalmi torzképekkel bőv. legújabb kiad.; Új Idők, Budapest, 1947
- Martinovics; a könyvdíszeket Hincz Gyula rajzolta; Új Idők, Budapest, 1947
- A bűvös szék. Komédia; Testvériség-Egység Kiadó, Újvidék, 1951 (Színpadunk)
- Cirkusz. Válogatott írások, 1–2.; vál., bev. Kolozsvári Grandpierre Emil, sajtó alá rend., utószó Vajda Miklós; Szépirodalmi, Budapest, 1956
- A lélek arca. Összegyűjtött novellák, 1–2.; szerk. Abody Béla, Szalay Károly, utószó Abody Béla; Magvető, Budapest, 1957
- Számadás a tálentomról; összeáll., bev. Abody Béla; Magvető, Budapest, 1957
- Hőköm-Színház, 1–3.; sajtó alá rend., utószó Kellér Andor; Szépirodalmi, Budapest, 1957
- Az egész város beszéli. Karcolatok, 1–4.; összegyűjt., utószó Abody Béla; Szépirodalmi, Budapest, 1958
- Méné tekel...; terv. Szántó Tibor, ill. Würtz Ádám; s. n., Budapest, 1959
- Karinthy Frigyes válogatott művei; vál., sajtó alá rend., jegyz. Kardos László; Szépirodalmi, Budapest, 1962 (Magyar klasszikusok)
- Az író becsülete. Válogatott írások; vál., utószó [Erdős Magda, ill. Kondor Béla; Magyar Helikon, Budapest, 1962 (Új Elzevir könyvtár)
- Naplóm, életem; vál., bev. Szalay Károly; Magvető, Budapest, 1964
- Hátrálva a világ körül. Válogatott cikkek; összegyűjt., utószó, jegyz. Szalay Károly; Szépirodalmi, Budapest, 1964
- Miniatűrök; összeáll., bev. Szalay Károly; Gondolat, Budapest, 1966
- Följelentem az emberiséget, 1–2.; vál., szerk., bev. Domokos Mátyás; Szépirodalmi, Budapest, 1967
- A delejes halál. Tudományos-fantasztikus elbeszélések; utószó Ladik János, életrajz Kuczka Péter; Kozmosz Könyvek, Budapest, 1969 (Kozmosz fantasztikus könyvek)
- Heuréka. Karcolatok, humoreszkek; szerk., sajtó alá rend. Ungvári Tamás; Szépirodalmi, Budapest, 1975 (Karinthy Frigyes összegyűjtött művei)
- Görbe tükör. Karcolatok, humoreszkek; szerk., sajtó alá rend. Ungvári Tamás; Szépirodalmi, Budapest, 1975 (Karinthy Frigyes összegyűjtött művei)
- Nem mondhatom el senkinek. Versek; szerk., szöveggond. Ungvári Tamás; Szépirodalmi, Budapest, 1977 (Karinthy Frigyes összegyűjtött művei)
- Új Iliász; ill. Dános Judit; Magyar Iparművészeti Főiskola, Budapest, 1978
- Jelbeszéd. Novellák, 1–2.; szerk., szöveggond. Ungvári Tamás; Szépirodalmi, Budapest, 1978 (Karinthy Frigyes összegyűjtött művei)
- Így írtok ti. Paródiák, 1–2.; szerk., szöveggond. Ungvári Tamás; Szépirodalmi, Budapest, 1979 (Karinthy Frigyes összegyűjtött művei) ISBN 963 15 0477 8 életmű; ISBN 963 15 1243 6 1. kötet ISBN 963 15 1244 4 2. kötet
- Címszavak a Nagy Enciklopédiához. Cikkek, 1–2.; vál., szöveggond. Ungvári Tamás; Szépirodalmi, Budapest, 1980 (Karinthy Frigyes összegyűjtött művei)
- Idomított világ, 1–2.; vál., sajtó alá rend. Ungvári Tamás; Szépirodalmi, Budapest, 1981 (Karinthy Frigyes összegyűjtött művei)
- Szavak pergőtüzében; vál., szöveggond. Ungvári Tamás; Szépirodalmi, Budapest, 1984 (Karinthy Frigyes összegyűjtött művei)
- Gyermekkori naplók. 1898–1899, 1899–1900, 1–3.; sajtó alá rend., utószó Szalay Károly; Helikon, Budapest, 1987 + hanglemez
- Babits és Karinthy Frigyes; szerk., vál., szöveggond., jegyz. Téglás János; Ságvári Nyodaipari Szakközépiskola és Szakmunkásképző Intézet–Zrínyi Ny., Budapest, 1988 (A nyomdaipari szakközépiskola és a Zrínyi Nyomda Babits-sorozata)

### 1990–
- Kísértetek és szellemek. Válogatás az író kötetben még nem publikált műveiből; gyűjt., vál. Urbán V. László; Pannon, Budapest, 1992
- Felvesznek a csecsemőklinikára. Kötetben eddig meg nem jelent írások; sajtó alá rend. Urbán V. László; Editorg, Budapest, 1992
- Az elátkozott munkáskisasszony. Válogatás az író kötetben még nem publikált írásaiból; vál., szerk. Urbán V. László; Aqua, Budapest, 1992
- A kutya szimulál. Paródiák, szatírák, humoreszkek; vál. Végvári Judit; Gulliver, Budapest, 1992 (Szamárfüles könyvek)
- Ekmekstek; szerk., utószó Urbán V. László; Hunga-print, Budapest, 1993 (Filléres füzetek)
- Az utolsó palackposta. Kiadatlan írások. Karcolatok, humoreszkek, cikkek; gyűjt., vál. utószó Ungvári Tamás, szerk., szöveggond. Kaiser László; Talentum, Budapest, 1994
- Összegyűjtött versek; utószó Halász Lajos; Nippon, Budapest, 1996
- Margó. Karinthy a margón; Karinthy Frigyes gyerekkori rajzaival; Ab Ovo, Budapest, 1996
- A gép hazudik. Írások a filmről; vál., szerk. Nagy Csaba; Art'húr Kortárs Művészeti és Kulturális Alapítvány, Zsámbék, 1996
- A feleségem beszéli; összeáll. Urbán László; Noran, Budapest, 1997
- Minden másképp van. Karinthy Frigyes füveskönyve; vál., összeáll. Praznovszky Mihály; Lazi, Szeged, 2009
- Így írsz te. Tragédia-átfordítások Karinthy Frigyes írásaiban; szerk., előszó Nagy Edit; Madách Irodalmi Társaság, Szeged–Budapest, 2010
- A negyedik halmazállapot. Tudományos-fantasztikus írások; vál., szerk. ifj. Veress István; Arión, Budapest, 2011
- Tragédia-átfordítások Karinthy Frigyes írásaiban; vál., szerk., bev. Nagy Edit; 2. bőv., átdolg. kiad.; Madách Irodalmi Társaság, Szeged–Budapest, 2011 (Madách könyvtár)
- Az ezerarcu lélek és Telma Titusz kiáltványa egy kötetben; tan. Bacsó Beáta; Sáránszki, Sajóvelezd, 2011
- „Új lélektan”. Pszichoanalitikus írások; vál., szerk., utószó Hárs György Péter; Múlt és Jövő, Budapest, 2013 (Nepes. Múlt és Jövő pszichológia)
- A feleségem beszéli; összeáll. Urbán László; 2. bőv., jav. kiad.; kieg. Bíró-Balogh Tamás; Noran Libro, Budapest, 2016
- Karinthy Frigyes összegyűjtött versei; sajtó alá rend. Kőrizs Imre, utószó Keresztesi József, Magvető, Budapest, 2017

### Társszerzőkkel
- Bródy Miksa–Karinthy Frigyes–Tábori Kornél: Csak semmi háború!; Vidám Könyvtár, Budapest, 1918 (Vidám könyvtár)
- Karinthy Frigyes–Szini Gyula–Tábori Kornél: Írói intimitások; Révai Ny., Budapest, 1919 (Vidám könyvtár. Új sorozat)
- Karinthy Frigyes–Emőd Tamás: A vándor katona. Ünnepi történet; Athenaeum, Budapest, 1920 (Modern könyvtár)
- Polgári kiáltvány a társadalom megmentéséről!; többekkel; Magyar Polgári Blokk, Budapest, 1932
- Kozma Lajos: Zsuzsa Bergengóciában. Álompanoráma; huszonkét betűre versbe szedte Karinthy Frigyes; Sacelláry, Budapest, 1921
- Karinthy Frigyes–Szinnai Tivadar–Kovács György: Az ezerarcú író. Tanulmányok H. G. Wells-ről; Pantheon, Budapest, 1927
- Herczeg Ferenc–Karinthy Frigyes–Sebestyén Károly: Móra Ferenc emlékezete. 1879–1934. Móra Ferenc válogatott elbeszélései; Móra Emlékbizottság, Budapest, 1934

## Művei alapján készült filmek

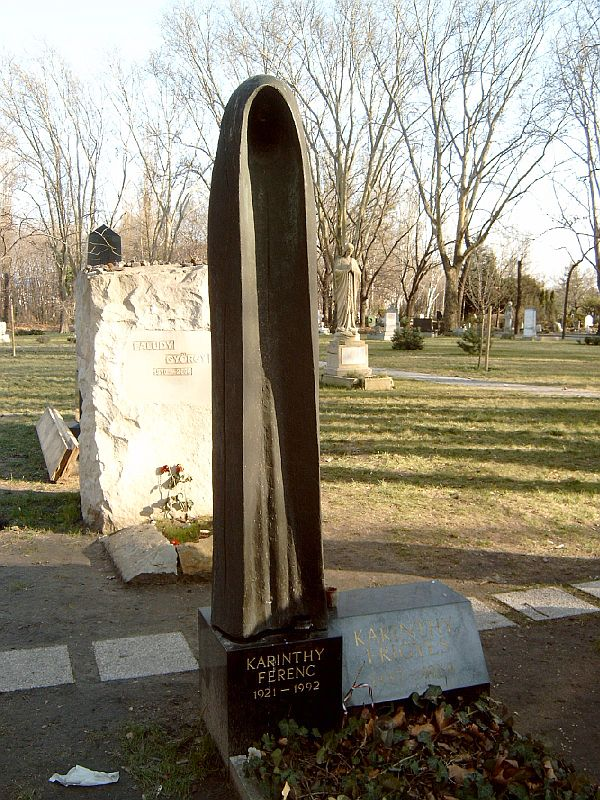
Karinthy Frigyes és Karinthy Ferenc sírja. Fiumei úti sírkert 41-1-35, Borsos Miklós alkotása

- Mágia (1917) rendezte Korda Sándor
- Barátságos arcot kérek (1935) rendezte Kardos László
- Tanár úr, kérem (1956) rendezte Mamcserov Frigyes
- Utazás a koponyám körül (1970) rendezte Révész György
- Holnap reggel (1970) rendezte Horváth Jenő
- A Nagy Ékszerész (1978) rendezte Karinthy Márton
- 1 és a semmi (2004) (rövidfilm) rendezte Molnár Péter
- Utazás a koponyám körül (2005) készítette Chi Recordings
- Lux úr szabadalma (2006) (rövidfilm) rendezte Gerő Marcell
- T.U.K. – Tanár úr, kérem (2011) rendezte Mátyássy Áron
- Frici & Aranka (2022) tv -film rendezte Tóth Tamás

## Hangoskönyv formában megjelent művei
- A cirkusz – Lógok a szeren – Üzenet a palackban és más novellák (2014)[35][36]
- Az emberke tragédiája és más íráskák (2006)[37]
- Így írtok ti (LP, 1983)[38]
- Tanár úr kérem és más írások (2017)[37]
- Utazás a koponyám körül (2016)[36]

## Műfordításai

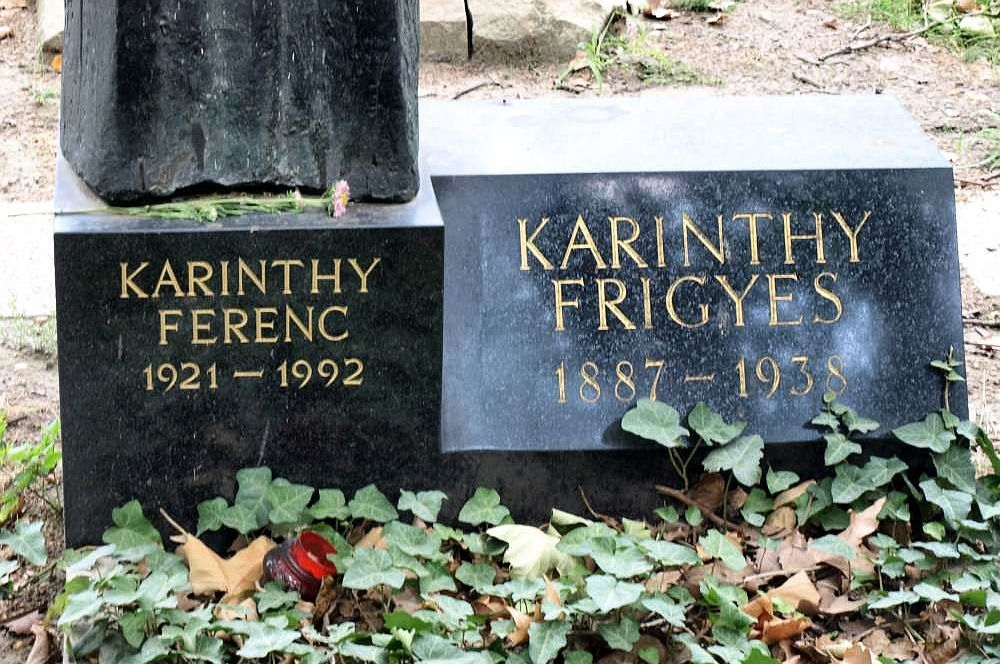
Karinthy Frigyes és Karinthy Ferenc sírköve (Budapest, Fiumei úti sírkert)

- Charles Dickens: Két város regénye
- Stephen Leacock: Rosszcsirkeff Mária és társai
- Stephen Leacock: Gertrúd, a nevelőnő
- Alan Alexander Milne: Micimackó (átdolgozás)
- Alan Alexander Milne: Micimackó kuckója (átdolgozás)
- Alan Alexander Milne: Micsoda négy nap!
- Luigi Pirandello: Hat szerep keres egy szerzőt
- Jonathan Swift: Gulliver utazásai
- Mark Twain: Tom Sawyer kalandjai (fordítóként, majd Koroknay István új fordításának közreműködőjeként feltüntetve)
- Metta V. Victor: Egy komisz kölök naplója
- Frank Wedekind-novellák
- Néhány verset fordított többek között Goethétől, Heinétől, Morgensterntől és Wedekindtől.

## Származása
| Karinthy Frigyes (Budapest, 1887. jún. 25. – Siófok, 1938. aug. 29.) író, költő, műfordító, ev. | Apja: Karinthi József (szül. Kohn József, Pápa, 1846. márc. 28. – Budapest, 1921. nov. 1.) tisztviselő, eredetileg izr., 1886. jan 3-tól ev. | Apai nagyapja: Kohn Lipót (? – Pápa, 1880. ápr. 18.) órás, izr.           | Apai nagyapai dédapja: n. a.    |
| Karinthy Frigyes (Budapest, 1887. jún. 25. – Siófok, 1938. aug. 29.) író, költő, műfordító, ev. | Apja: Karinthi József (szül. Kohn József, Pápa, 1846. márc. 28. – Budapest, 1921. nov. 1.) tisztviselő, eredetileg izr., 1886. jan 3-tól ev. | Apai nagyapja: Kohn Lipót (? – Pápa, 1880. ápr. 18.) órás, izr.           | Apai nagyapai dédanyja: n. a.   |
| Karinthy Frigyes (Budapest, 1887. jún. 25. – Siófok, 1938. aug. 29.) író, költő, műfordító, ev. | Apja: Karinthi József (szül. Kohn József, Pápa, 1846. márc. 28. – Budapest, 1921. nov. 1.) tisztviselő, eredetileg izr., 1886. jan 3-tól ev. | Apai nagyanyja: Glück Mária (? – Pápa, 1892. jan. 27.) izr.               | Apai nagyanyai dédapja: n. a.   |
| Karinthy Frigyes (Budapest, 1887. jún. 25. – Siófok, 1938. aug. 29.) író, költő, műfordító, ev. | Apja: Karinthi József (szül. Kohn József, Pápa, 1846. márc. 28. – Budapest, 1921. nov. 1.) tisztviselő, eredetileg izr., 1886. jan 3-tól ev. | Apai nagyanyja: Glück Mária (? – Pápa, 1892. jan. 27.) izr.               | Apai nagyanyai dédanyja: n. a.  |
| Karinthy Frigyes (Budapest, 1887. jún. 25. – Siófok, 1938. aug. 29.) író, költő, műfordító, ev. | Anyja: Engel Karolina (Pest, 1851. aug. 13. – Budapest, 1895. jan. 26.) eredetileg izr., 1886. jan. 3-tól ev.                                | Anyai nagyapja: Engel Dávid (? – Budapest, 1883. márc. 28.) magánzó, izr. | Anyai nagyapai dédapja: n. a.   |
| Karinthy Frigyes (Budapest, 1887. jún. 25. – Siófok, 1938. aug. 29.) író, költő, műfordító, ev. | Anyja: Engel Karolina (Pest, 1851. aug. 13. – Budapest, 1895. jan. 26.) eredetileg izr., 1886. jan. 3-tól ev.                                | Anyai nagyapja: Engel Dávid (? – Budapest, 1883. márc. 28.) magánzó, izr. | Anyai nagyapai dédanyja: n. a.  |
| Karinthy Frigyes (Budapest, 1887. jún. 25. – Siófok, 1938. aug. 29.) író, költő, műfordító, ev. | Anyja: Engel Karolina (Pest, 1851. aug. 13. – Budapest, 1895. jan. 26.) eredetileg izr., 1886. jan. 3-tól ev.                                | Anyai nagyanyja: Sternberg Katalin (? – Budapest, 1888. aug. 16.) izr.    | Anyai nagyanyai dédapja: n. a.  |
| Karinthy Frigyes (Budapest, 1887. jún. 25. – Siófok, 1938. aug. 29.) író, költő, műfordító, ev. | Anyja: Engel Karolina (Pest, 1851. aug. 13. – Budapest, 1895. jan. 26.) eredetileg izr., 1886. jan. 3-tól ev.                                | Anyai nagyanyja: Sternberg Katalin (? – Budapest, 1888. aug. 16.) izr.    | Anyai nagyanyai dédanyja: n. a. |